# Sidi Mokhtar

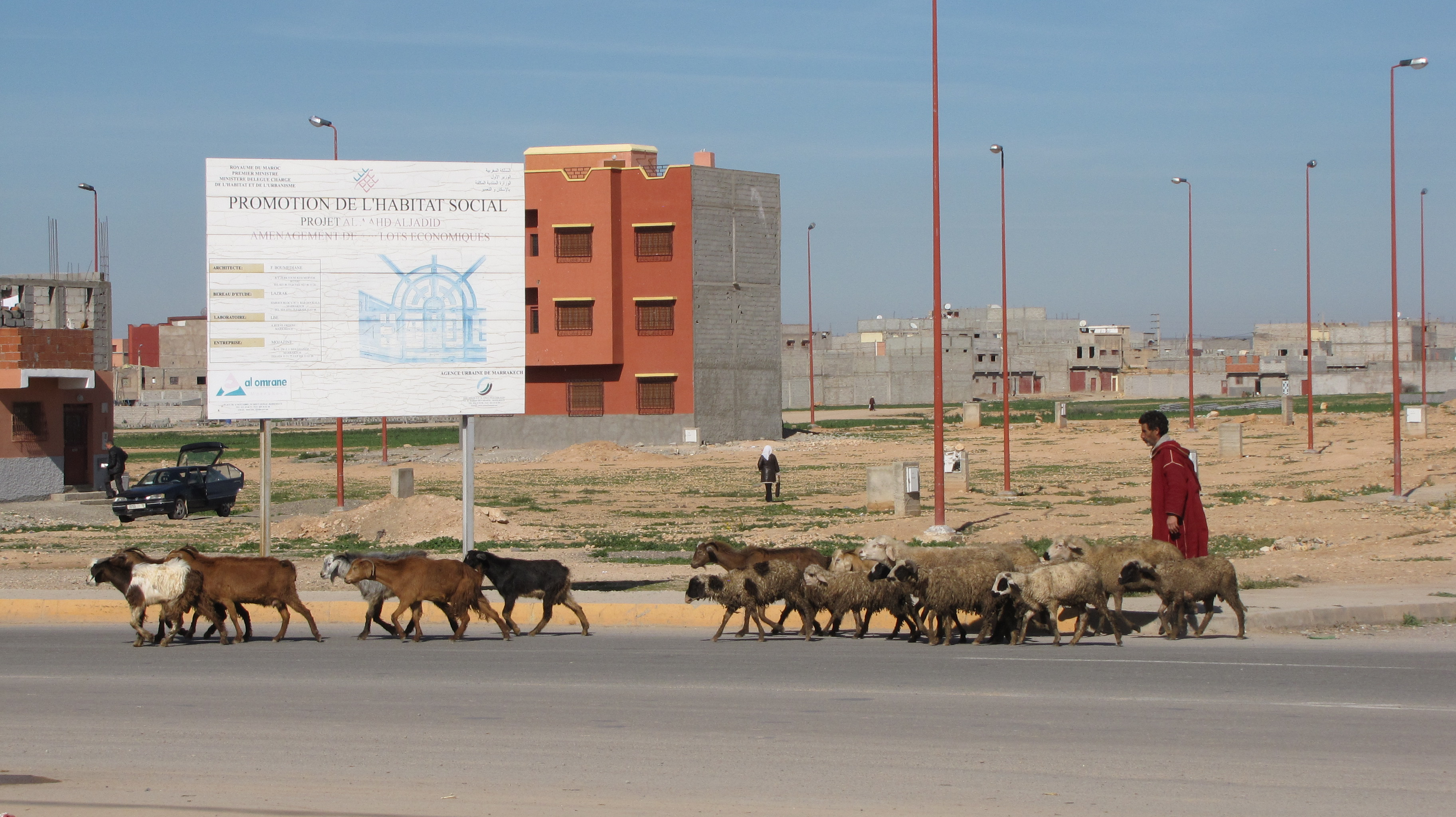
Sidi Mokhtar – Straßenszene

Sidi Mokhtar oder auch Sid L'Mokhtar (arabisch سيد المختار, Zentralatlas-Tamazight ⵙⵉⴷ ⵍⵎⵯⵅⵜⴰⵕ) ist eine Stadt mit ca. 15.000 Einwohnern und Hauptort einer Landgemeinde (Commune Rurale) mit ca. 23.000 Einwohnern in der Provinz Chichaoua in der Region Marrakesch-Safi im westlichen Zentrum Marokkos.

## Lage und Klima
Sidi Mokhtar liegt in der semiariden Landschaft der Provinz Chichaoua in einer Höhe von ca. 380 m. Die Millionenstadt Marrakesch liegt gut 100 km (Fahrtstrecke) östlich; die Hafenstadt Safi befindet sich ca. 130 km nördlich. Regen (ca. 130 mm/Jahr) fällt nahezu ausschließlich in den Wintermonaten.

## Bevölkerung
| Jahr      | 1994   | 2004   | 2014   |
| --------- | ------ | ------ | ------ |
| Einwohner | 16.961 | 19.188 | 22.714 |

Die Bevölkerung der Gemeinde besteht nahezu ausschließlich aus Angehörigen verschiedener Berberstämme der Umgebung. Die meisten sind – wegen ausbleibender Regenfälle in ihren Heimatdörfern, aber auch aus soziokulturellen Gründen (Hoffnung auf Arbeit, Verbesserung der materiellen Lebensbedingungen und der Gesundheitsvorsorge, bessere Möglichkeiten zur schulischen Ausbildung der Kinder etc.) – verstärkt seit den 1970er Jahren in die Städte abgewandert.

## Wirtschaft
Trotz der geringen Niederschlagsmengen wird in der Umgebung der Stadt Feldbau betrieben, was jedoch nur mit Hilfe von Bewässerungskanälen möglich ist. In der weiteren Umgebung befinden sich größere Phosphatlagerstätten.

## Geschichte
Zu Beginn des 20. Jahrhunderts war Sidi Mokhtar ein Ort mit etwa 500 Einwohnern, die vorrangig Schafzucht betrieben. Das allmähliche Wachstum begann erst während der französischen Protektoratszeit; einen richtigen Wachstumsschub erlebte der Ort erst nach der Unabhängigkeit Marokkos und vor allem nach dem Bau von Bewässerungsanlagen und der Entdeckung von Phosphatvorkommen in den 1970er Jahren.

## Sehenswürdigkeiten
Sidi Mokhtar ist eine weitgehend neue Stadt mit zumeist dreigeschossigen Häusern aus Hohlblockziegeln und Betondecken.

## Sonstiges
Etwa 35 km Luftlinie nördlich der Stadt befindet sich die für Paläo-Anthropologen äußerst bedeutsame Ausgrabungsstätte des Djebel Irhoud.